# 24曼荼羅
24曼荼羅（不死MANDALA、ふしまんだら）とは、2021年4月28日・29日にフェスティバルホールで開催した平沢進+会人(EJIN)のライブイベントである。

## 概要
24曼荼羅は平沢のツイッターフォロワー数が関わってくる、ノン・インタラクティブ・ライブ「曼荼羅」シリーズ二作目のライブである。一作目の「第9曼荼羅」は「ライブ中にスネアドラムを9万打叩き、9万という数字の数量的漂白を行う。」のが目的であり、今回は「ステルスメジャーを公言するには相応しくない24万のフォロワーを観測した。再び数量的漂白を試みる。」ことを目的としている。サポートドラムは、BATTLES JAPAN TOUR 2019、会然TREK 2K20に続き、ユージ・レルレ・カワグチが担当。
また、「平沢進+会人」名義でありながらも、核P-MODELの曲も入っており、そのことに関して平沢がツイッターで触れている。
今回のライブでは2021年7月28日のアルバム「BEACON」発売に先駆け、アンコールで収録曲である「BEACON」と「Timelineの終わり」が演奏された。
公演中に24万打を達成したことで、公演終了後に平沢進によるボーナス楽曲、24音堰が公開された。また、6月20日に平沢進公式Youtubeチャンネルにて、恒例となっている平沢進のBack Space Passの２４曼荼羅編が放送された。

## 曲目
掲載曲はアルバムのページのリンクになっている。
※は一日限定で演奏した曲

### 初日(4月28日)
1. [e]dge#9~ロタティオン(Lotus-2)
2. 論理空軍※
3. 高貴な城
4. 回路OFF回路ON
5. 脳動説
6. Amputee ガーベラ
7. スノーブラインド
8. Gemini
9. MURAMASA
10. アヴァター・アローン
11. TOWN-0 PHASE-5
12. 排時光
13. 遮眼大師
14. AURORA 2021
15. 空転G

アンコール
1. Kingdom (Switched-on Lotus)
2. BEACON※

### 二日目(4月29日)
1. [e]dge#9~TOWN-0 PHASE-5
2. 幽霊飛行機※
3. 高貴な城
4. 空転G
5. 脳動説
6. 回路OFF回路ON
7. Gemini
8. スノーブラインド
9. MURAMASA
10. アヴァター・アローン
11. ロタティオン(Lotus-2)
12. 遮眼大師
13. 排時光
14. AURORA 2021
15. Amputee ガーベラ

アンコール 
1. Kingdom (Switched-on Lotus)
2. TIMELINEの終わり※